# Dendrochirus biocellatus
El pez león ocelado (Dendrochirus biocellatus) es una especie de pez escorpeniforme de la familia Scorpaenidae que habita en el océano Índico y Pacífico occidental. Es una especie de acuario común.

## Distribución
Se encuentra en las aguas de las islas Mauricio, Reunión, Maldivas, Sri Lanka, Indonesia, islas de la Sociedad y del sur del Japón.